# Provinciale weg 591
De provinciale weg 591 (N591) is een voormalige provinciale weg in de Nederlandse provincie Limburg. De route liep van Maastricht via Oost-Maarland naar Eijsden en is sinds 1999 in beheer en onderhoud bij de gemeenten.
De N591 had een lengte van 6,7 kilometer en werd gevormd door de Limburglaan en de Hoge Weerd in de gemeente Maastricht en door de Oosterweg, de Catharinastraat, de Kloppenbergweg en een deel van de Emmastraat in de toenmalige gemeente Eijsden (sinds 2011 Eijsden-Margraten). Het was een aaneengeschakelde route die evenwijdig liep aan de Maas op haar rechteroever. De weg is aangelegd begin jaren 80 van de 20e eeuw ten gevolge van grootschalige nieuwbouwplannen in Heugem. De smalle straten van het toenmalige kerkdorp waren niet geschikt om de nieuwe verkeersstromen te verwerken. Daaruit ontstonden de plannen voor de provinciale weg T43, een  gebiedsontsluitingsweg met een breed profiel die westelijk van de oude dorpskern kwam te liggen en een rechtstreekse verbinding moest vormen met Eijsden. Met de invoering van het Provinciaal Routenummerplan 1992 kreeg deze weg het administratieve nummer N591. Het beheer en onderhoud van de weg is in 1999 volledig overgedragen aan de desbetreffende gemeenten waarmee het wegnummer officieel verdween, hoewel sommige nieuwere wegenkaarten het nog gebruiken.
De weg loopt langs de Pietersplas en ontsluit verder het bedrijventerrein Zoerbeemden in Eijsden.
N62 · N69 · N251 · N252 · N253 · N254 · N255 · N256/A256 · N257 · N258 · N260 · N261 · N262 · N263 · N264 · N266 · N267 · N268 · N269 · N270/A270 · N271 · N272 · N273 · N274 · N275 · N276 · N277 · N278 · N279 · N280 · N281 · N282 · N283 · N284 · N285 · N286 · N287 · N288 · N289 · N290 · N291 · N292 · N293 · N294 · N295 · N296 · N296n · N297 · N298 · N300 · N321 · N322 · N324 · N329 · N389 · N394 · N395 · N396 · N397

N556 · N562 · N564 · N570 · N572 · N590 · N595 · N598 · N601 · N602 · N605 · N607 · N612 · N613 · N615 · N616 · N617 · N618 · N620 · N622 · N625 · N629 · N631 · N632 · N637 · N638 · N639 · N640 · N641 · N651 · N652 · N653 · N654 · N655 · N656 · N658 · N659 · N660 · N661 · N662 · N663 · N664 · N665 · N666 · N667 · N668 · N669 · N670 · N671 · N673 · N674 · N675 · N676 · N682 · N683 · N686 · N689 · N690 · N831 · N843

Voormalige provinciale wegen: N299 · N551 · N552 · N553 · N554 · N555 · N560 · N561 · N563 · N565 · N566 · N567 · N568 · N571 · N574 · N580 · N581 · N582 · N583 · N584 · N585 · N586 · N587 · N588 · N589 · N591 · N592 · N593 · N594 · N596 · N597 · N603 · N604 · N606 · N608 · N610 · N611 · N614 · N619 · N621 · N623 · N624 · N626 · N628 · N630 · N634 · N642 · N657